# Horagalles

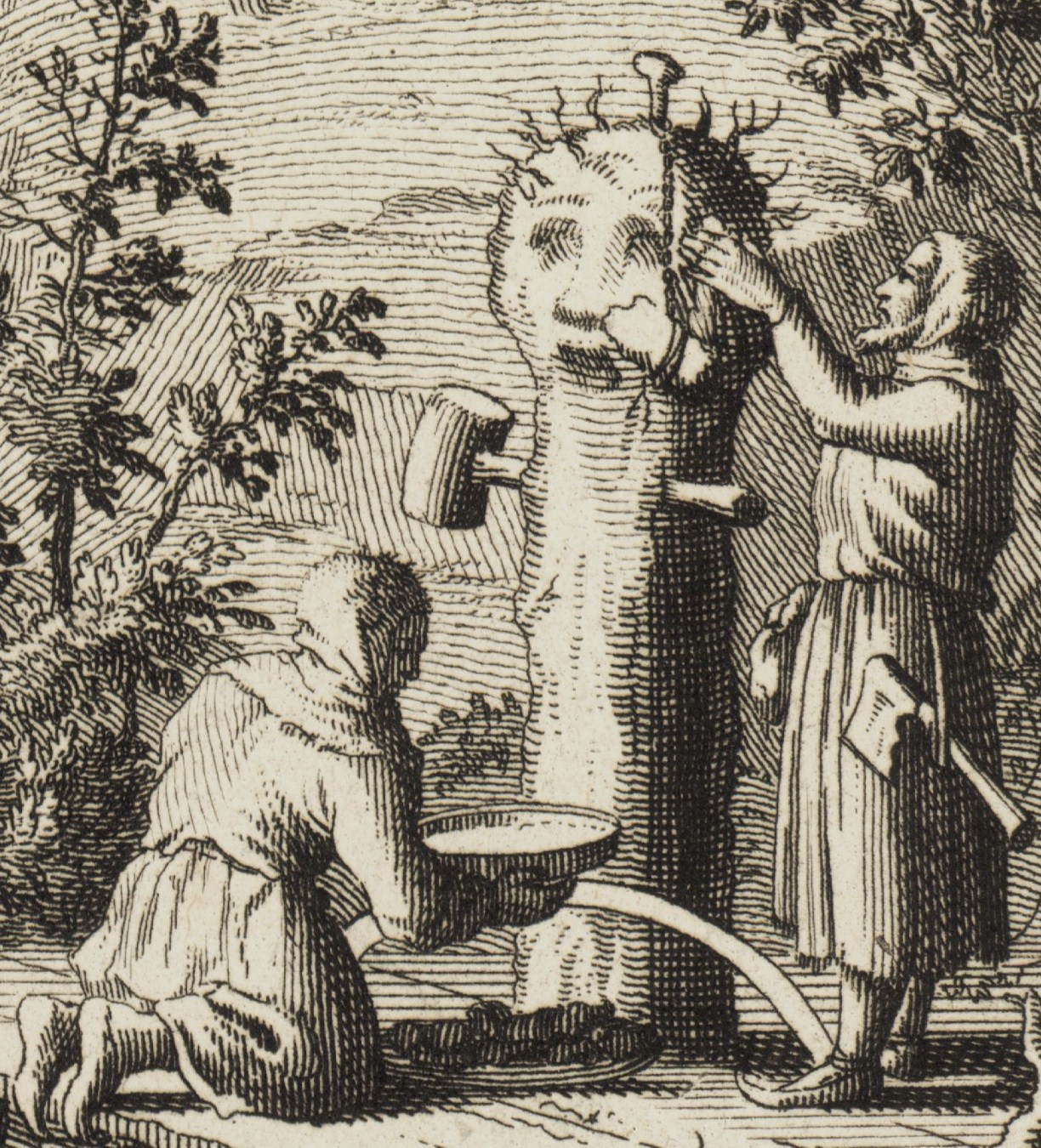
Sami nell'atto di pregare Horagalles o Tiermes.

Nella Religione sami, Horagalles, scritto anche Hora Galles e Thora Galles, è il dio del tuono. Viene raffigurato come una figura di legno con un chiodo in testa e un martello, oppure, sui tamburi sciamanici, con due martelli nelle mani. Si è ipotizzato che il nome sia derivato da quello di Thor, divinità norrena. 

## Caratteristiche e funzioni
Gli idoli di Horagalles sono fatti di legno e hanno un chiodo, una spina o una pietra focaia sul capo. Hanno anche un martello chiamato Wetschera, Aijeke Wetschera, o Ajeke veċċera, "il martello del vecchio".
Horagalles è la divinità del cielo, del tuono, del fulmine, dell'arcobaleno, del clima, degli oceani e dei laghi e governa la vita degli uomini e il loro benessere. Inoltre, punisce i Demoni e gli Spiriti maligni che infestano le rocce e le montagne tramite i suoi fulmini, le sue frecce e il suo martello. L'arcobaleno è il suo arco, "Aijeke dauge".

### Raffigurazioni di Horagalles sui tamburi sciamanici
Sui tamburi rituali Sami, Horagalles è occasionalmente raffigurato con una mazza in una mano e un martello cruciforme nell'altra. Un martello produce i fulmini e l'altro li assorbe per prevenire danni al dio.

## Origine del nome e relazione con le altre divinità
Il nome Horagalles non appare nei più vecchi dizionari di lingua sami, datati circa 19th secolo. Spesso è equiparato a Tiermes; nel 1673 Johannes Scheffer scrisse che quando Aijeke tuonava, veniva chiamato Tiermes. La pronuncia del nome del dio varia in base alle regionalità: Horagalles o Thoragalles è tipica delle regioni sami più meridionali e il suo arco è identificato con termini sinonimi al termine "tuono".
I primi studiosi notarono le similitudini tra Horagalles e il dio norreno Thor e che alcuni Sami si riferissero a lui come Thoron o direttamente Thor, probabilmente in seguito a un'influenza culturale. Ma al giorno d'oggi il nome Horagalles è interpretato come un prestito linguistico dal nordico antico Þórr Karl,"il vecchio Thor".
La sua consorte è Ravdna, a cui sono sacre le bacche rosse del sorbo selvatico. Il nome Ravdna deriva dal termine per indicare l'albero nella lingua Nord-germanica, pianta legata mitologicamente a Thor, perché il dio, secondo l'Edda di Snorri, ci si arrampicò per salvarsi.